# いはでしのぶ
『いはでしのぶ』は、鎌倉時代の擬古物語。作者未詳。

題名は作中歌「思ふこといはで忍ぶの奥ならば袖に涙のかからずもがな」による。全8巻の長編物語と見られるが、現存するのは第1巻・第2巻のみ。成立年代は不詳だが、『無名草子』にはこの物語に関する記述がなく、一方『風葉和歌集』に33首の歌が収録されていることから、鎌倉時代前期、少なくとも文永8年（1271年）以前の成立と考えられる。『源氏物語』『狭衣物語』の影響が濃い。
内大臣と関白の恋の鞘当て、そして右大将（関白の息子）の悲恋と出家を描く。

## 粗筋
内大臣は先帝一条院の皇子で関白太政大臣の養子となっているが、一品宮（時の帝である白河帝の第二皇女）と結婚し、一男一女をもうけている。二位中将（後の関白）は母によく似た一品宮を恋慕し、「いはでしのぶ」嘆きに沈んでいた。
内大臣はある時、異母兄・伏見入道の二人の娘、大君・中君と知り合う。入道の希望で内大臣は姉の大君を妻にするが、白河帝によって大君を奪われてしまい、一品宮も誤解から父白河帝に連れ戻されてしまう。その後一品宮は出家し、最愛の一品宮を失った内大臣は悲嘆のうちに病死した。
一方、関白（二位中将）は一品宮の面影を求めて、大君・中君姉妹のみならず斎院（伏見入道の妹）とも密通する。大君は嵯峨帝（白河帝の子）に寵愛され皇后となり、中君は関白との間に若君をもうけて妻となった。また斎院も男子（後の右大将）を産んだが、一品宮に我が子を託して死去、関白を悲しませた。
その後、嵯峨帝に皇子がないことから、内大臣と一品宮の息子が嵯峨帝の養子となり、今上帝として即位する。母一品宮は女院となり、妹宮（二品宮）は関白の北の方となった。また関白と斎院の子・右大将も二品宮を恋慕していたが、思い叶わず失意のうちに出家した。